# František Kinský
František Kinský (* 27. prosinec 1947 Hradec Králové), celým jménem Maria František Emanuel Jan Silvestr Alfons Kinský je potomkem kostelecké větve šlechtického rodu Kinských z Vchynic a Tetova. Je zastupitelem a byl do roku 2022 zároveň starostou v Kostelci nad Orlicí a věnuje se správě rodového zámku.

## Život

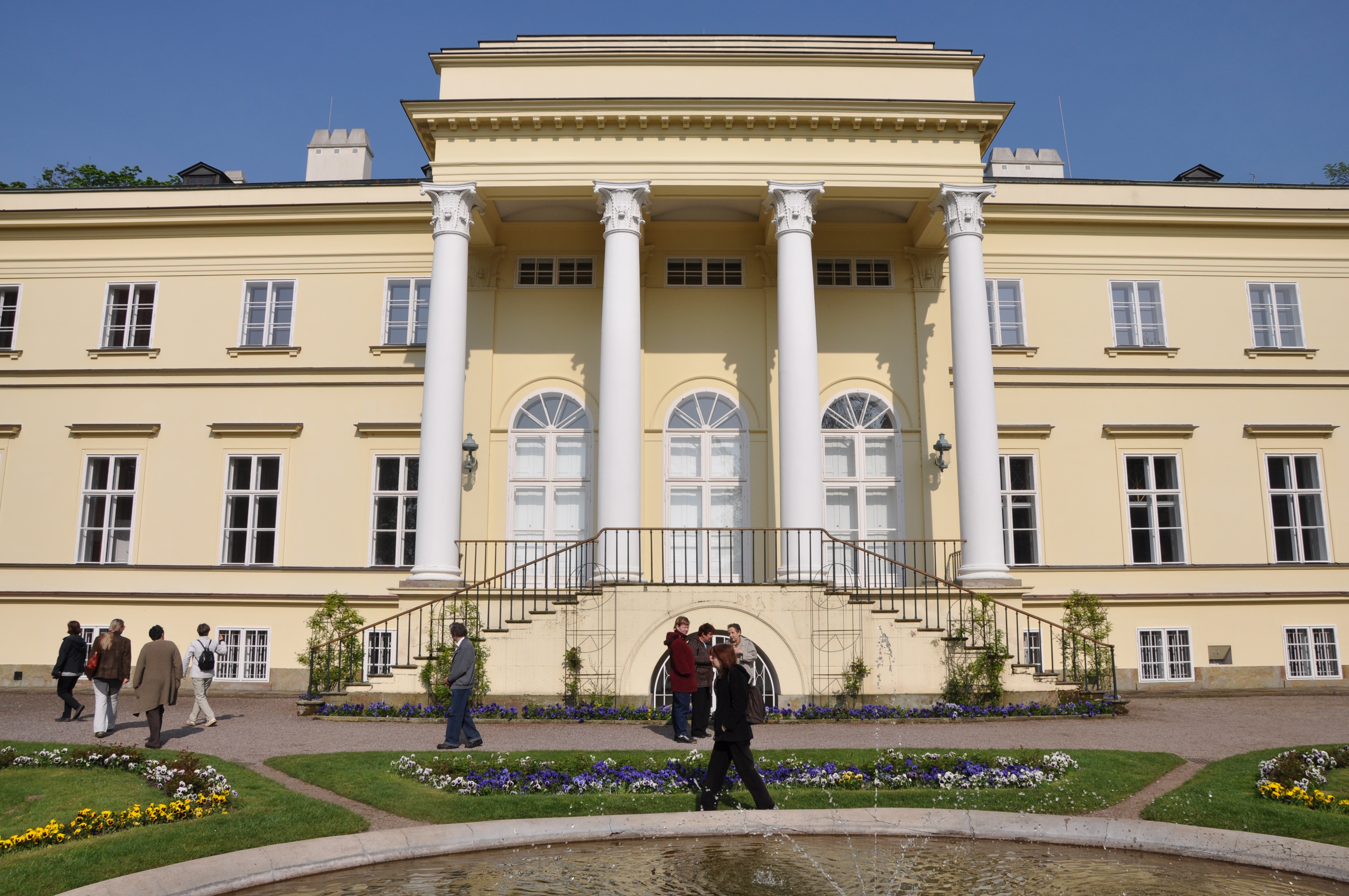
Empírový zámek Kostelec nad Orlicí

Narodil se 27. prosince 1947 v Hradci Králové jako první syn a první ze dvou potomků hraběte Josefa Kinského z Vchynic a Tetova (19. listopadu 1913 Kostelec nad Orlicí – 14. března 2011) a jeho manželky (sňatek 13. března 1947 v Trenčíně) Bernadetty, rozené Merveldt (29. prosinec 1922 Lázně Bělohrad – 14. únor 2016 Kostelec nad Orlicí). Jméno František dostal po svém dědečkovi Františku Josefu Kinském (1879–1975). 
Vystudoval Střední průmyslovou školu stavební. Dál studoval na Fakultě žurnalistiky UK, studium ale nedokončil. Po řadu let pracoval v oboru reklamy, naposled jako kreativní ředitel nadnárodní reklamní agentury. Je rytířem orleánské obedience Vojenského a špitálního řádu svatého Lazara Jeruzalémského.
V roce 2003 mu jeho otec Josef Kinský svěřil správu rodového majetku. František Kinský dokončil rekonstrukci kosteleckého zámku, který za komunistického režimu sloužil jako výzkumný ústav pro chov prasat. Otevřel v něm galerii a pořádá zde koncerty.
| „                  | Ekonomicky jsem se zavraždil několikrát. Ale vidíte, přežil jsem to. | “ |
| — František Kinský |                                                                      |   |

Od roku 2010 je zastupitelem Kostelce nad Orlicí. V letech 2012–2016 byl krajským zastupitelem Královéhradeckého kraje. Po obecních volbách v roce 2014 byl zvolen starostou Kostelce nad Orlicí, kterým zůstal až do roku 2022. Od roku 2017 provází televizním dokumentárním seriálem Modrá krev.

## Rodina
V Praze se 5. října 1974 oženil s Martinou Forejtovou (* 30. červenec 1947 Tábor). Narodily se jim dvě děti:
- 1. Barbora (Maria Barbara Sophie Norberta Cordi Jesu, * 11. 5. 1975 Praha)
  - ∞ (26. červenec 2002 Praha) Alexej Jaroš (* 22. 6. 1975 Praha), jejich děti:
    - 1. Alexius Jaroš (* 21. 12. 2003 Praha)
    - 2. Maxmilián Jaroš (* 1. 6. 2006 Praha)
- 2. Kristian (Maria Kristian Josef Cyrill Methodius Alan, * 5. 7. 1976 Praha)
  - ∞ (2. srpna 2016 Homole) Hana Nováková (* 8. 4. 1979 Praha), jejich děti:
    - 1. Maria Sofie Barbora Františka Bernadeta Kinská (* 22. 2. 2015 Hradec Králové)
    - 2. Maria Antonie Františka Valerie od Andělů strážných Kinská (* 12. 6. 2016 Hradec Králové)